# Käru
Käru (em estoniano:  Käru vald) é um município rural estoniano localizado na região de Raplamaa.